# اختبار القص ثلاثي المحاور
إن اختبار القص ثلاثي المحاور هو طريقة شائعة لقياس الخواص الميكانيكية للعديد من المواد الصلبة المشوهة خاصة التربة (مثل الرمال والطين) والصخور والمواد الحبيبية الأخرى أو المساحيق وهناك العديد من الاختلافات في الاختبار.
في اختبار القص ثلاثى المحاور يتم تطبيق الإجهاد على عينة من المواد التي يجري اختبارها بطريقة مما يؤدي إلى الضغوط على طول محور واحد يكون مختلفا عن الضغوط في الاتجاهات عمودي. ويتحقق ذلك عادة عن طريق وضع العينة بين الصفيحة المتوازية التي تطبق الإجهاد في اتجاه واحد (عادة عمودي) وتطبيق ضغط السوائل على العينة لتطبيق الإجهاد في الاتجاهات عمودي. (جهاز الاختبار الذي يسمح بتطبيق مستويات مختلفة من الإجهاد في كل من ثلاثة اتجاهات متعامدة وتناقش أدناه تحت «اختبار ثلاثى المحاور صحيح»).
تطبيق ضغوط الإجهاد المختلفة في جهاز الاختبار يسبب إجهاد القص لتطوير في العينة ويمكن زيادة الأحمال ورصد الأنحرافات حتى فشل العينة وأثناء الاختبار يتم الضغط على السوائل المحيطة بها ويزداد الضغط على الصوانى حتى تفشل المادة الموجودة في الاسطوانة وتشكل مناطق انزلاق داخل نفسها تعرف باسم شرائح القص والهندسة من القص في اختبار ثلاثى المحاور يسبب عادة العينة لتصبح أقصر بينما انتفاخ على طول الجانبين ثم يتم تخفيض الضغط على الصوانى وضغط المياه يدفع الجانبين مرة أخرى في، مما تسبب في عينة لتنمو أطول مرة أخرى. وعادة ما تتكرر هذه الدورة عدة مرات في حين جمع الإجهاد وسلالة البيانات حول العينة. خلال الاختبار يمكن قياس ضغوط المسام من السوائل (على سبيل المثال، الماء، النفط) أو الغازات في العينة باستخدام جهاز ضغط المسام.
من البيانات لاختبارالقص ثلاثى المحاور فمن الممكن لاستخراج المعلمات المادية الأساسية حول العينة بما في ذلك زاوية من مقاومة القص والتماسك الظاهري وزاوية ديلاتانسي ثم تستخدم هذه المعلمات في نماذج الحاسوب للتنبؤ بكيفية تصرف المادة في تطبيق هندسي أوسع نطاقا. ومن الأمثلة على ذلك التنبؤ باستقرار التربة على منحدر، وما إذا كان المنحدر سينهار أم أن التربة ستدعم إجهادات القص للمنحدر وتبقى في مكانها وتستخدم اختبارات ثلاثى المحاور جنبا إلى جنب مع اختبارات أخرى لجعل هذه التنبؤات الهندسية.
أثناء القص وعادة ما يكون مواد حبيبية صغيرة الحجم إذا كان أصلا في حالة كثيفة فإنه عادة ما يكسب حجم وهي سمة معروفة باسم ديلاتانسيانسي رينولدز.وإذا كان في الأصل في حالة كبيرة جدا ثم انكماش قد تحدث قبل بدء القص أو بالتزامن مع القص.
في بعض الأحيان يتم اختبار عينات متماسكة مع عدم وجود ضغط محصور في اختبار ضغط غير محصورة وهذا يتطلب جهاز أبسط وأقل تكلفة وإعداد العينات على الرغم من أن تطبيق يقتصر على عينات أن الجانبين لن تنهار عندما تتعرض، والإجهاد المحصورة التي هي أقل من الإجهاد في الموقع يعطي النتائج التي قد تكون مفرطة المحافظة. وإن اختبار الضغط الذي يتم إجراؤه لاختبار قوة الخرسانة هو في الأساس الاختبار نفسه على الجهاز المصمم للعينات الأكبر والأحمال العالية النموذجية لاختبار الخرسانة.

## تنفيذ اختبار
لعينات التربة في شكل أسطواني مع شقة لوحة معدنية دائرية أو الصوانى إغلاق قبالة أعلى وأسفل ينتهي. يتم وضع هذه الاسطوانة في حمام من السوائل الهيدروليكية لتوفير الضغط على طول جانبي الاسطوانة ويمكن بعد ذلك الصوانى أعلى مدفوعة ميكانيكيا صعودا أو هبوطا على طول محور الاسطوانة للضغط على المواد. يتم قياس المسافة التي يسافر فيها الصفيحة العلوية كدالة للقوة المطلوبة لنقلها حيث يتم التحكم بدقة في ضغط المياه المحيطة. ويمكن أيضا قياس التغير الصافي في حجم المادة بكمية المياه التي تتحرك داخل أو خارج الحمام المحيط ولكن يتم قياسها عادة - عندما تكون العينة مشبعة بالماء - عن طريق قياس كمية المياه التي تتحول إلى أو خارج مسام العينة.

### الصخر
لاختبار الصخور عالية القوة قد يكون الأكمام صفائح معدنية رقيقة ونادرا ما يتم اختبار القص ثلاثى المحاور على الصخور القوية لأن القوى العالية والضغوط المطلوبة لكسرعينة الصخور تتطلب معدات اختبار مكلفة ومرهقة.

### الضغط الفعال
يمكن قياس الضغط الفعال على العينة باستخدام سطح مسامي على لوح واحد وقياس ضغط السائل (عادة الماء) أثناء الاختبار ثم حساب الإجهاد الفعال من الضغط الكلي وضغط المسام.

### اختبار ثلاثية المحاور لتحديد قوة القص من الانقطاع
ويمكن استخدام الاختبار ثلاثي المحاور لتحديد قوة القص من الانقطاع وتفشل عينة متجانسة ومتناحية بسبب إجهاد القص في العينة. إذا تم توجيه عينة ذات انقطاع بحيث يكون الانقطاع عن موازية للمستوى الذي سيتم فيه تطوير أقصى إجهاد القص أثناء الاختبار وبالتالى فإن العينة تفشل بسبب نزوح القص على طول الانقطاع وبالتالي فإن قوة القص من يمكن حساب الانقطاع.

## أنواع اختبارات ثلاثية المحاور
هناك العديد من الاختلافات في اختبار ثلاثى المحاور:

### المجمعة المستنفذة (CD)
في اختبارالمجمعة المسنفذة يتم تجميع العينة وقصها في ضغط ببطء للسماح لضغوط المسام التي بناها القص لتبديد. يتم الحفاظ على معدل تشوه المحوري ثابتة أي هي سلالة تسيطر عليها والفكرة هي أن الاختبار يسمح للعينة والضغوط المسام لتوحيد تماما للضغوط المحيطة بها. الاختبار قد يستغرق وقتا طويلا للسماح للعينة لضبط على وجه الخصوص عينات نفاذية منخفضة تحتاج إلى وقت طويل لاستنزاف وضبط إجهاد إلى مستويات التوتر.

### المجمعة الغير مستنفذة (CU)
في الاختبار للحبوب الموحد غير المستنفذة لا يسمح عينة للتصريف.و تقاس خصائص القص تحت ظروف وندريند ويفترض أن تكون العينة مشبعة تماما وقياس ضغوط المسام في العينة (تسمى أحيانا CUpp) يسمح تقريب القوة المجمعة استنزاف.

### الغير مجمعة الغير مستنفدة (UU)
في اختبار الحبوب الغيرمجمعة يتم تطبيق الأحمال بسرعة ولا يسمح للعينة لتوحيد أثناء الاختبارو يتم ضغط العينة بمعدل ثابت (التي تسيطر عليها السلالة).

### الاختبار ثلاثية المحاور الحقيقى
وقد وضعت أنظمة اختبارثلاثى المحاور للسماح السيطرة المستقلة من الإجهاد في ثلاثة اتجاهات عمودي. وهذا يسمح بالتحقيق في مسارات الإجهاد التي لا يمكن توليدها في آلات اختبار ثلاثي المحور المحوري، والتي يمكن أن تكون مفيدة في دراسات الرمال المدعمة والتربة متباين الخواص. خلية الاختبار مكعبة، وهناك ست لوحات منفصلة تطبق الضغط على العينة، مع حركة قراءة لفدت لكل لوحة. الضغط في الاتجاه الثالث يمكن تطبيقها باستخدام الضغط الهيدروستاتيكي في غرفة الاختبار التي تتطلب فقط 4 تجمعات تطبيق الإجهاد. الجهاز هو أكثر تعقيدا بكثير من الاختبارات المحورية الثلاثية المتماثلة وبالتالي هو أقل شيوعا.

### حالة نهاية الحرة في اختبار المحاورالثلاثية

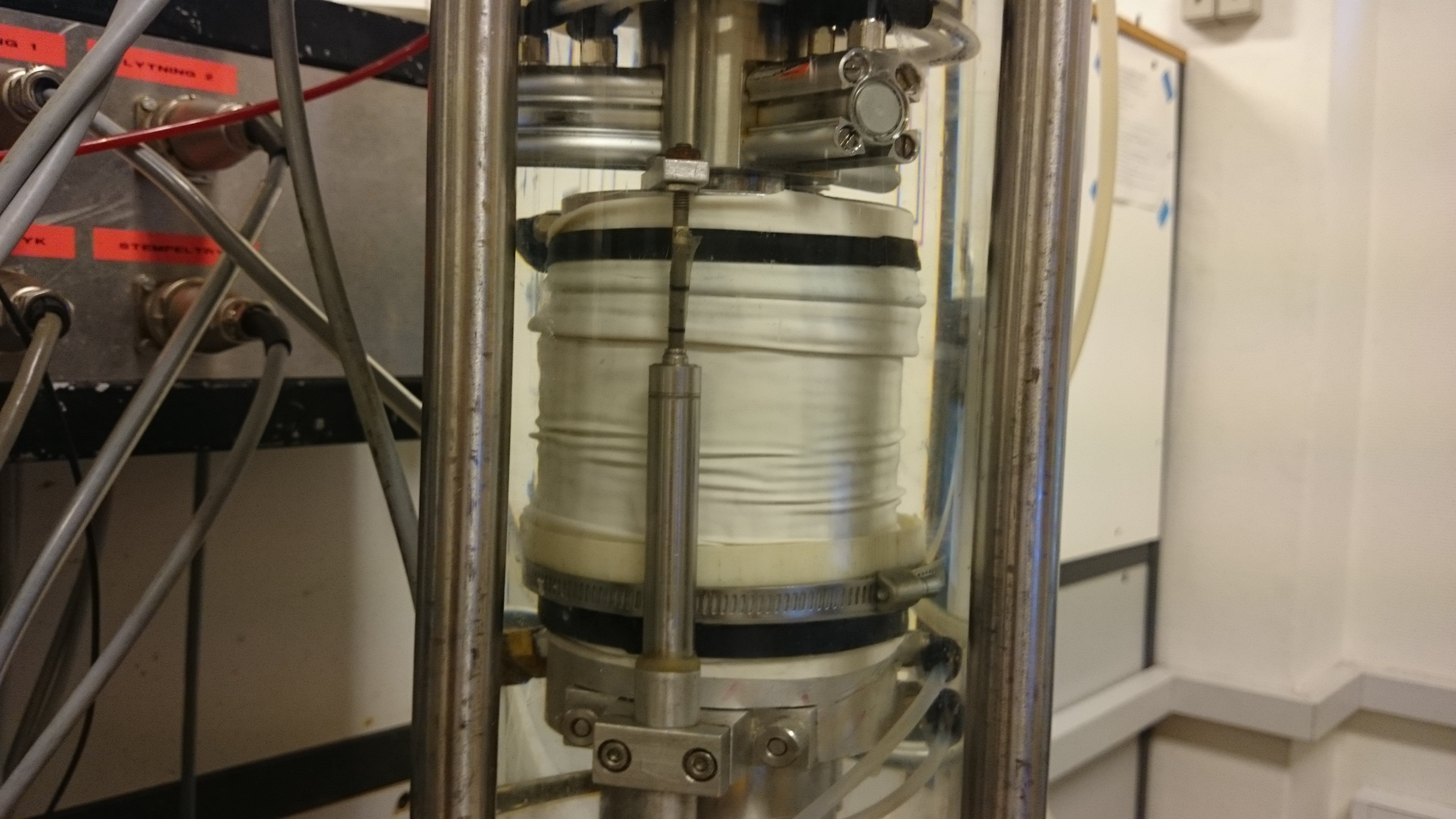
اختبار ثلاثية المحاور الدنماركية في العمل

وقد تم انتقاد الاختبارات المحورية الثلاثية للبناء الكلاسيكي بسبب إجهادها غير المعياري وحقل الإجهاد المفروض داخل العينة خلال اتساع التشوه الأكبر. إن الانقطاع المترجم داخل منطقة القص ناتج عن مزيج من لوحات النهاية الخام وارتفاع العينة.
لاختبار العينات خلال اتساع أكبر تشوه، «جديد» و «تحسين»  نسخة من جهازثلاثى المحاور كل من «الجديد» و «تحسين» ثلاثى المحاور تتبع نفس المبدأ - يتم تخفيض ارتفاع العينة وصولا إلى ارتفاع قطر واحد والاحتكاك مع لوحات نهاية يتم إلغاء. .
الجهاز الكلاسيكي يستخدم لوحات نهاية الخام - يتكون سطح كامل من رأس المكبس من الخام مرشح يسهل اختراقها في الأجهزة المتطورة يتم استبدال لوحات نهاية صعبة مع زجاج ملساء على نحو سلس مع مرشح صغير في المركز. هذا التكوين يسمح عينة الشريحة أو توسيع أفقيا أثناء انزلاق على طول الزجاج المصقول. وبالتالي، فإن منطقة الاتصال بين العينة والألواح نهاية لا تراكم الاحتكاك القص لا لزوم لها ويتم الحفاظ على حقل الإجهاد الخطي داخل العينة.
بسبب تماثلها للغاية ومجال الإجهاد القريب المتماثل يتم توزيع نظير متماثل في سلالة الحجم داخل العينة وهذا يحسن قياس الاستجابة الحجمي خلال اختبارات سد وضغط المياه المسام خلال CU تحميل أيضا الغلة المتماثلة يجعل العينة توسيع شعاعي بطريقة موحدة، كما هو مضغوط محوري. جدران عينة أسطوانية تبقى مستقيمة ورأسية حتى خلال سلالات كبيرة سلالة (تم توثيق السعة 50٪ سلالة من قبل فاردولاكيس (1980) وذلك باستخدام «تحسين» ثلاثية المحاور على الرمال غير المشبعة). هذا هو على النقيض من الإعداد الكلاسيكي حيث تشكل عينة بوق في المركز مع الحفاظ على دائرة نصف قطرها ثابتة على اتصال مع لوحات نهاية.

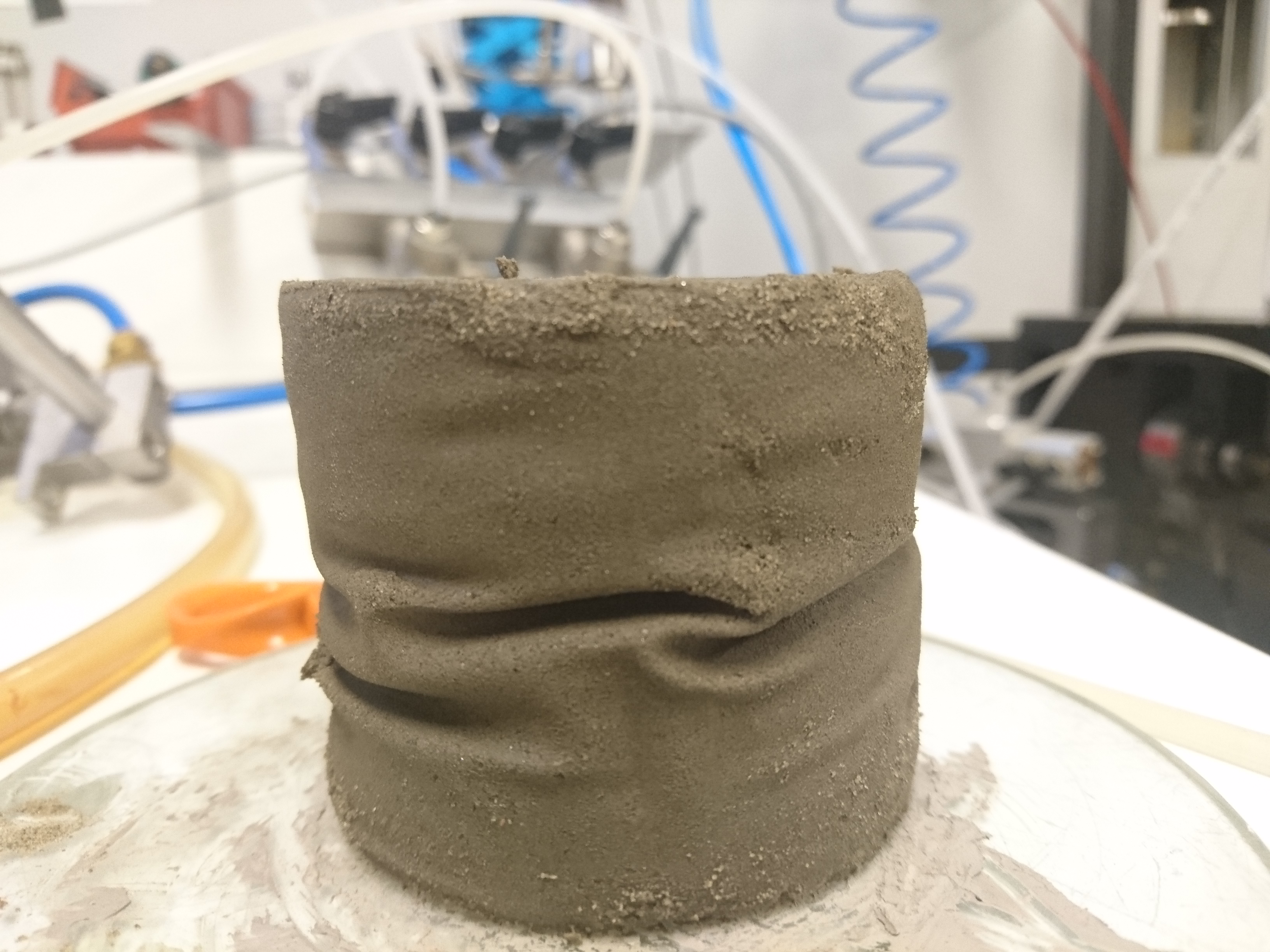
بعد تسييل الاختبار تم تسريب عينة الرمال الناعمة خلال دورات سو واستردت مع دورات سد مرات عديدة والتجاعيد تشكلت بسبب التغير في الحجم المفرط الذي فرضه التكرار بين تسييل سو واستنزاف. في عينة الدولة المسيلة تصبح لينة بما يكفي لطباعة اللاتكس رقيقة. خلال دورات مؤتمر نزع السلاح - قاسية بما فيه الكفاية للحفاظ على نمط مطبوع. لا انتفاخ أو القص تمزق موجودة على الرغم من حالات عديدة من البلاستيك النقي الناتج.

وقد تم ترقية الجهاز «الجديد» إلى «ثلاثى المحاور الدنماركي» من قبل L.B.Ibsen. ويمكن استخدام المثلث الدنماركي لاختبار جميع أنواع التربة حيث أنه يوفر قياسات محسنة للاستجابة الحجمي - كما هو الحال أثناء الغلة الخواص وتوزع سلالة الحجمي نظائريا داخل العينة وتغير حجم الخواص هو أهمية خاصة لاختبارCU كما التجويف من المياه المسام يحدد الحد من قوة الرمال وندريند يتم تحسين دقة القياس عن طريق أخذ القياسات بالقرب من العينة. الخلية المغمورة مغمورة وفي اتصال مباشر مع رئيس الضغط أوبد من العينة. وتعلق محولات تشوه مباشرة إلى رؤساء المكبس كذلك السيطرة على الجهاز مؤتمتة للغاية، وبالتالي تحميل دوري يمكن تطبيقها بكفاءة كبيرة والدقة.
مزيج من أتمتة عالية وتحسين متانة عينة والتوافق تشوه كبير يوسع نطاق اختبار ثلاثية المحاور ويمكن أن تخرج ثلاثي الأقطاب الدانمركية عينات من الرمل سد وسو إلى اللدونة دون تشكيل تمزق القص أو انتفاخ. ويمكن اختبار العينة للحصول على عدة مرات في تسلسل تحميل واحد مستمر. ويمكن حتى أن تكون المسال العينات إلى سعة سلالة كبيرة، ثم سحق إلى فشل سو. يمكن السماح اختبارات سو للانتقال إلى حالة سد، ودورية اختبارها في وضع سد لمراقبة الانتعاش بعد تسييل صلابة وقوة. وهذا يسمح للسيطرة على العينات إلى درجة عالية جدا ومراقبة أنماط الاستجابة الرمل التي لا يمكن الوصول إليها باستخدام طرق اختبارثلاثية المحاور الكلاسيكية.

## معايير الاختبار
القائمة ليست كاملة يتم تضمين المعايير الرئيسية فقط للحصول على قائمة أكثر شمولا يرجى الرجوع إلى الجمعية الأمريكية لاختبار المواد (المملكة المتحدة) المنظمة الدولية للتوحيد القياسي (ISO) أو المنظمة الدولية للمعايير.
- ASTM D7181-11: طريقة الاختبار القياسية لاختبار ضغط المحاور الثلاثية المجفف الموحد للتربة[13]
- ASTM D4767-11 (2011): طريقة الاختبار القياسية لاختبار ضغط ثلاثية المحاور الانضغاط الموحد لتربة متماسكة [14]
- ASTM D2850-03a (2007): طريقة الاختبار القياسية لاختبار ضغط ثلاثية المحاور غير مترابطة وندريند على التربة المتماسكة [15]
- BS 1377-9: 1990 الجزء الثامن: اختبارات قوة القص (إجهاد فعال) اختبار ضغط ثلاثية المحاور [16]
- ISO/TS 17892-8: 2004 التحري والاختبارات الجيوتقنية واختبار المختبر للتربة_الجزء 8: اختبار ثلاثي الأطوار غير مترابطة ومستنزفة [17]
- ISO/TS 17892-9: 2004 التحريات والاختبارات الجيوتقنية - الاختبارات المختبرية للتربة - الجزء 9: اختبارات ضغط ثلاثية المحاور على التربة المشبعة بالماء [18]